# Rookie (EP)
Rookie là mini album thứ tư của nhóm nhạc nữ Hàn Quốc Red Velvet, được SM Entertainment phát hành vào ngày 1 tháng 2 năm 2017.

## Quảng bá
Red Velvet sẽ có sân khấu trở lại vào ngày 3 tháng 2 năm 2017 trên chương trình Music Bank của đài KBS.

## Danh sách bài hát
| STT              | Nhan đề                                     | Phổ lời                                       | Phổ nhạc | Thời lượng |
| ---------------- | ------------------------------------------- | --------------------------------------------- | --- | ---------- |
| 1.               | "Rookie"                                    | Jo Yoon-kyung                                 | Jamil 'Digi' Chammas Leven Kali Sara Forsberg Karl Powell Harrison Johnson MZMC Otha 'Vakseen' Davis III Tay Jasper | 3:17       |
| 2.               | "Little Little"                             | JQ Jo Min-yang(makeumine works) Park Sung-hee | Gifty Dankwah Bruce Fielder                                                                                         | 3:59       |
| 3.               | "Happily Ever After"                        | 송캐럿 (Jam Factory)                          | Sebastian Lundberg Fredrik Haggstam Johan Gustafsson Courtney Woolsey Deez                                          | 3:21       |
| 4.               | "Talk To Me"                                | Lee Seu-ran                                   | Kervens Mazile Annalise Morelli Alina Smith Mats Ymell Vicente Castro Justin Matias                                 | 3:32       |
| 5.               | "Body Talk"                                 | Misfit Jo Yoon-kyung                          | Sebastian Lundberg Fredrik Haggstam Johan Gustafsson Ylva.Dimberg                                                   | 3:39       |
| 6.               | "Last Love" (마지막 사랑; trình bày: Wendy) | Lee Hyun-kyu                                  | Park Geun-tae Don Spike                                                                                             | 4:54       |
| Tổng thời lượng: | Tổng thời lượng:                            | Tổng thời lượng:                              | Tổng thời lượng: | 22:42      |

## Bảng xếp hạng
| Bảng xếp hạng (2017)              | Thứ hạng cao nhất |
| --------------------------------- | ----------------- |
| Album Hàn Quốc (Gaon)             | 1                 |
| World Albums Mỹ (Billboard)       | 1                 |
| Heatseekers Albums Mỹ (Billboard) | 21                |

## Giải thưởng và đề cử
| Bài hát  | Đài truyền hình | Chương trình  | Số lần chiến thắng |
| -------- | --------------- | ------------- | ------------------ |
| "Rookie" | KBS             | Music Bank    | 2                  |
| "Rookie" | SBS             | The Show      | 1                  |
| "Rookie" | SBS             | Inkigayo      | 2                  |
| "Rookie" | Mnet            | Mcountdown    | 2                  |
| "Rookie" | MBC             | Show Champion | 2                  |

## Lịch sử phát hành
| Khu vực       | Ngày               | Định dạng | Hãng đĩa                  | Chú thích |
| ------------- | ------------------ | --------- | ------------------------- | --------- |
| Hàn Quốc      | 1 tháng 2 năm 2017 | CD tải về | SM Entertainment KT Music | [ 5 ]     |
| Toàn thế giới | 1 tháng 2 năm 2017 | Tải về    | SM Entertainment          | [ 6 ]     |